# Comisión Nacional de Administración Local
La Comisión Nacional de Administración Local (CNAL) es el órgano permanente para la colaboración entre la Administración General del Estado y la Administración local.

## Funciones
Las funciones se regulan principalmente en el Real Decreto 427/2005 y en los artículos 118 y 119 de la Ley 7/1985, Reguladora de las Bases del Régimen Local:
- Emitir informe en los siguientes supuestos:
  - Proyectos de Ley y Reglamentos del Estado en las materias a que se refiere el artículo 5 de la presente Ley, en cuanto afecten a la Administración local.
  - Criterios para las autorizaciones de operaciones de endeudamiento de las Corporaciones locales.
  - Previamente y en los supuestos en que el Consejo de Ministros acuerde la aplicación de lo dispuesto en el artículo 61 de la presente Ley.
- Efectuar propuestas y sugerencias al Gobierno en materia de Administración local y, en especial, sobre:
  - Atribución y delegación de competencias en favor de las Entidades locales.
  - Distribución de las subvenciones, créditos y transferencias del Estado a la Administración local.
  - Participación de las Haciendas locales en los tributos del Estado.
  - Previsiones de los Presupuestos Generales del Estado que afecten a las Entidades locales.

La Comisión, para el cumplimiento de sus funciones, puede requerir del Instituto Nacional de Administración Pública la realización de estudios y la emisión de informes.

### Recursos de inconstitucionalidad
De acuerdo con el artículo 119 de la Ley 7/1985, Reguladora de las Bases del Régimen Local:
La Comisión podrá solicitar de los órganos constitucionalmente legitimados para ello la impugnación ante el Tribunal Constitucional de las leyes del Estado o de las comunidades autónomas que estime lesivas para la autonomía local garantizada constitucionalmente. Esta misma solicitud podrá realizarla la representación de las Entidades locales en la Comisión.

## Estructura
La Comisión Nacional de Administración Local se estructura en los siguientes órganos:
- El Pleno
- Las Subcomisiones.
- Grupos de Trabajo.

### El Pleno
El Pleno de la Comisión Nacional de Administración Local está integrado por:
- La Presidencia: Corresponde al titular del Ministerio de Política Territorial, que será suplido en los casos de ausencia o enfermedad, por el titular de la Secretaría de Estado de Política Territorial o, en su defecto, por la persona que designe el titular de la Presidencia de entre los miembros del Pleno representantes de la Administración General del Estado.

El titular de la Secretaría de Estado de Política Territorial podrá también, en su caso, presidir la Comisión Nacional de Administración Local por delegación del titular del Ministerio de Política Territorial.
- La Vicepresidencia: Corresponde a uno de los miembros del Pleno en representación de las entidades locales, elegido por y entre ellos, con el carácter de portavoz de la representación local.
- Vocales: Formados por representantes de ambas administraciones:
  - En representación de la Administración General del Estado:
    - Del Ministerio de Política Territorial, los titulares de:
      - La Secretaría de Estado de Política Territorial.
      - La Dirección General de Cooperación Autonómica y Local.
      - La Dirección General de Régimen Jurídico Autonómico y Local.

    - Del Ministerio de Hacienda, los titulares de:
      - La Secretaría de Estado de Hacienda.
      - La Secretaría de Estado de Presupuestos y Gastos.
      - La Subsecretaría.
      - La Secretaría General de Financiación Autonómica y Local.

    - Del Ministerio del Interior, los titulares de:
      - La Subsecretaría.
      - La Dirección General de Tráfico.
      - La Dirección General de Protección Civil y Emergencias.

    - Del Ministerio de Vivienda, el titular de:
      - La Dirección General de Agenda Urbana y Arquitectura.
      - La Dirección General de Vivienda y Suelo.

    - Del Ministerio de Trabajo y Economía Social, el titular de:
      - La Subsecretaría del departamento o, en razón de la materia que se vaya a tratar, el representante de este departamento que determine el titular del Ministerio.

    - Del Ministerio de Industria, Comercio y Turismo, el titular de:
      - La Subsecretaría del departamento o, en razón de la materia que se vaya a tratar, el representante de este departamento que determine el titular del Ministerio.

    - Del Ministerio para la Transformación Digital y de la Función Pública, el titular de:
      - La Dirección General de la Función Pública.

  - En representación de las entidades locales:
    - 13 vocales que serán designados por la asociación de entidades locales de ámbito estatal con mayor implantación, que deberán tener, en todo caso, la condición de miembro de corporación local.

### Subcomisiones
Las Subcomisiones de la Comisión Nacional de Administración Local son las siguientes:
- La Subcomisión de Cooperación con la Administración Local.
- La Subcomisión de Régimen Económico, Financiero y Fiscal.

Cada una de las Subcomisiones está integrada por cinco representantes de la Administración General del Estado y cinco representantes de las entidades locales.

### Grupos de trabajo
Los grupos de trabajo son instrumentos ordinarios de funcionamiento de la Comisión Nacional de Administración Local para la preparación de las propuestas sobre los asuntos que hayan de ser sometidos a aquella, para la elaboración de informes sobre estos o para la realización de estudios concretos relativos a asuntos que vayan a ser elevados a dicha Comisión o que tengan una relación directa con ellos, o cualquier otra tarea que se les encargue por el Pleno de la Comisión o por alguna de las Subcomisiones.
Los grupos de trabajo estarán integrados por representantes de la Administración General del Estado y de las entidades locales, y serán designados en razón de su formación profesional, competencia, funciones o cualquier otra cualidad o condición que se estimen adecuadas a los cometidos que se les asignen.